# Escherichia-Phage T5
Der Escherichia-Phage T5 (auch Bakteriophage T5; Spezies Tequintavirus T5) ist ein Bakterienvirus (Bakteriophage) der Gattung Teqintavirus (früher T5virus oder T5likevirus genannt) innerhalb der Familie Demerecviridae, Unterfamilie Markadamsvirinae. Diese Viren haben den Morphotyp von Siphoviren, werden aber seit März 2020 vom ICTV nicht mehr in der inzwischen aufgelösten Familie Siphoviridae geführt. Sie infizieren spezifisch Bakterien der Spezies Escherichia coli (Colibakterien) und werden daher auch (nicht-taxonomisch) als Bakteriophagen (Bakterienviren) klassifiziert.

## Aufbau und Genom

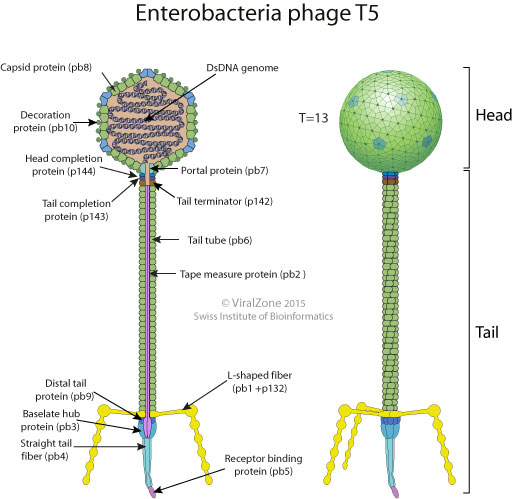
Schemazeichnung eines Virusteilchens von Enterobacteria-Phage T5 (Querschnitt und Seitenansicht)

Die Virionen (Virusteilchen) dieser Spezies besitzen einen Kopf mit einem ikosaedrischen Kapsid von 90 nm Durchmesser und einen 250 nm langen flexiblen, nicht-kontraktilen Schwanz.
Das Kapsid enthält das doppelsträngige DNA-Genom des Phagen mit einer Länge von 121750 bp (Basenpaaren).

## Vermehrungszyklus
Zu Beginn der Infektion eines Colibakteriums bindet das T5-Virion mit seinem Rezeptorbindungsprotein pb5 an den Ferrichrom-Transporter FhuA (Rezeptor) an der Außenmembran der Wirtszelle. Die Bindung löst strukturelle Veränderungen in pb5 aus und führt schließlich zur Freisetzung der DNA aus dem Phagenkapsid und Injektion in die Bakterienzelle.
Die Freisetzung der neu gebildeten Virionen erfolgt typisch für die Mitglieder der Gattung Tequintavirus durch Lyse.